# Boivre-la-Vallée
Boivre-la-Vallée est une commune nouvelle française située dans le département de la Vienne, en région Nouvelle-Aquitaine. Elle résulte de la fusion — au 1er janvier 2019 — des anciennes communes de Benassay, La Chapelle-Montreuil, Lavausseau et Montreuil-Bonnin.

## Géographie

### Communes limitrophes
| Vasles (Deux-Sèvres)     | Latillé Vouillé                     |             |
| Les Forges (Deux-Sèvres) | Boivre-la-Vallée                    | Béruges     |
| Sanxay                   | Lusignan Jazeneuil Curzay-sur-Vonne | Coulombiers |

### Climat
Pour des articles plus généraux, voir Climat de la Nouvelle-Aquitaine et Climat de la Vienne.
Historiquement, la commune est exposée à un climat océanique du nord-ouest.  
En 2020, Météo-France publie une typologie des climats de la France métropolitaine dans laquelle la commune est dans une zone de transition entre le climat océanique et le climat océanique altéré et est dans la région climatique Poitou-Charentes, caractérisée par un bon ensoleillement, particulièrement en été et des vents modérés.
Pour la période 1971-2000, la température annuelle moyenne est de 11,6 °C, avec une amplitude thermique annuelle de 14,5 °C. Le cumul annuel moyen de précipitations est de 778 mm, avec 11,6 jours de précipitations en janvier et 6,8 jours en juillet. Pour la période 1991-2020, la température moyenne annuelle observée sur la station météorologique la plus proche, située sur la commune de Vouillé à 11,6 km à vol d'oiseau, est de 12,3 °C et le cumul annuel moyen de précipitations est de 656,6 mm,. Pour l'avenir, les paramètres climatiques de la commune estimés pour 2050 selon différents scénarios d'émission de gaz à effet de serre sont consultables sur un site dédié publié par Météo-France en novembre 2022.

## Urbanisme

### Typologie
Au 1er janvier 2024, Boivre-la-Vallée est catégorisée commune rurale à habitat dispersé, selon la nouvelle grille communale de densité à sept niveaux définie par l'Insee en 2022.
Elle est située hors unité urbaine. Par ailleurs la commune fait partie de l'aire d'attraction de Poitiers, dont elle est une commune de la couronne,. Cette aire, qui regroupe 97 communes, est catégorisée dans les aires de 200 000 à moins de 700 000 habitants,.

### Risques majeurs
Le territoire de la commune de Boivre-la-Vallée est vulnérable à différents aléas naturels : météorologiques (tempête, orage, neige, grand froid, canicule ou sécheresse), inondations, mouvements de terrains et séisme (sismicité modérée). Il est également exposé à un risque technologique,  le transport de matières dangereuses. Un site publié par le BRGM permet d'évaluer simplement et rapidement les risques d'un bien localisé soit par son adresse soit par le numéro de sa parcelle.

#### Risques naturels
Certaines parties du territoire communal sont susceptibles d’être affectées par le risque d’inondation par débordement de cours d'eau, notamment la Boivre. La commune a été reconnue en état de catastrophe naturelle au titre des dommages causés par les inondations et coulées de boue survenues en 1982, 1983, 1993, 1995, 1999, 2010 et 2013,.

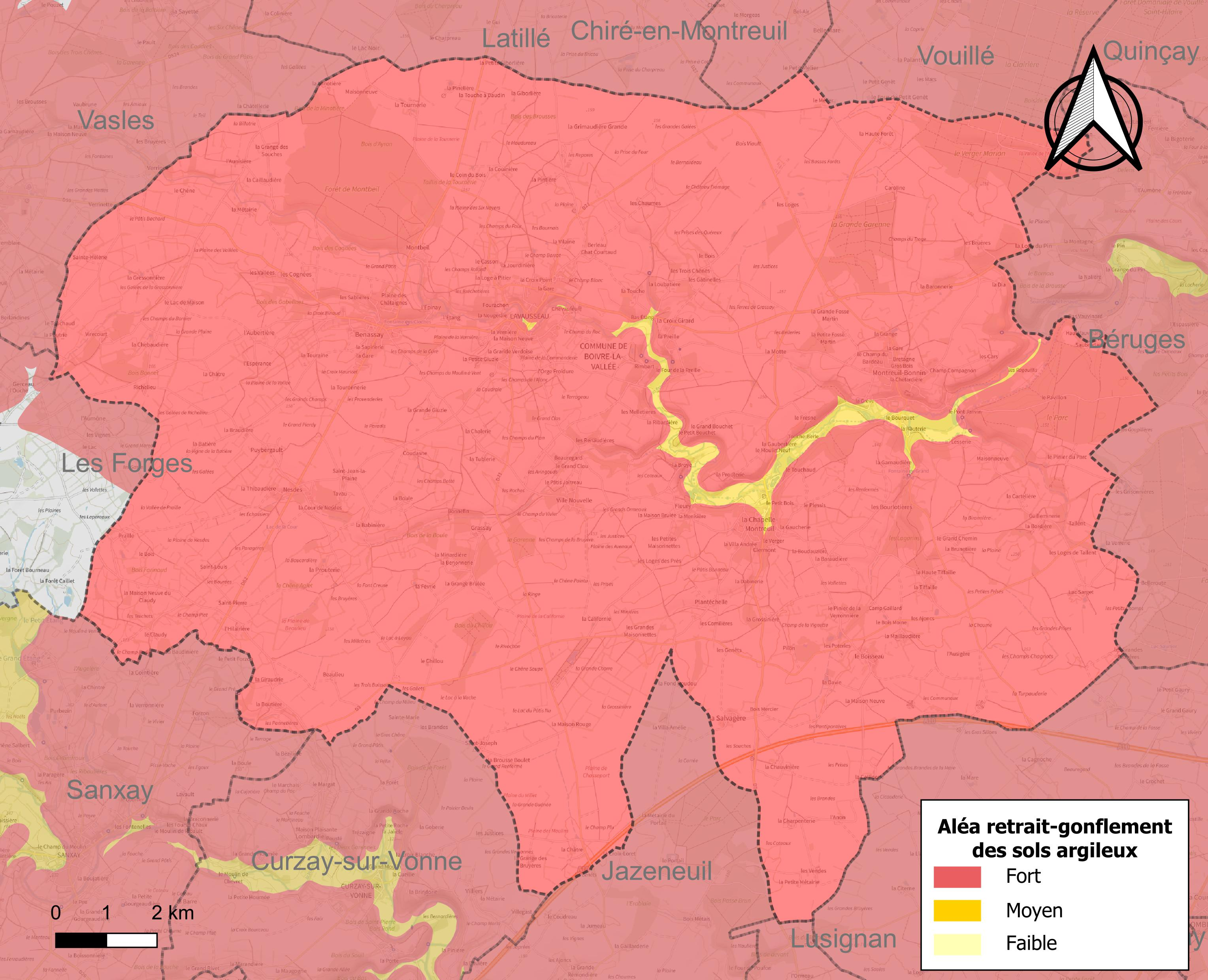
Carte des zones d'aléa retrait-gonflement des sols argileux de Boivre-la-Vallée.

Les mouvements de terrains susceptibles de se produire sur la commune sont des affaissements et effondrements liés aux cavités souterraines (hors mines) et des tassements différentiels. Afin de mieux appréhender le risque d’affaissement de terrain, un inventaire national permet de localiser les éventuelles cavités souterraines sur la commune. Le retrait-gonflement des sols argileux est susceptible d'engendrer des dommages importants aux bâtiments en cas d’alternance de périodes de sécheresse et de pluie. La totalité de la commune est en aléa moyen ou fort (79,5 % au niveau départemental et 48,5 % au niveau national). Depuis le 1er octobre 2020, en application de la loi ÉLAN, différentes contraintes s'imposent aux vendeurs, maîtres d'ouvrages ou constructeurs de biens situés dans une zone classée en aléa moyen ou fort,.
La commune a été reconnue en état de catastrophe naturelle au titre des dommages causés par la sécheresse en 1991, 1995, 1996, 2003, 2005, 2011 et 2017 et par des mouvements de terrain en 1999 et 2010.

## Toponymie
Elle tire son nom de la Boivre, rivière qui la traverse et qui se jette dans le Clain.
Dans l'ancienne commune de La Chapelle-Montreuil, les lieux-dit la Tiffaille et la Haute-Tiffaille se réfèrent probablement au peuple des Taïfales dont des contingents ont été installés par les Romains dans la région au Ve siècle.

## Histoire
Un arrêté préfectoral portant création de la commune nouvelle est publié le 21 septembre 2018.

## Politique et administration

### Liste des maires
| Période                                  | Période   | Identité           | Étiquette | Qualité    |
| ---------------------------------------- | --------- | ------------------ | --------- | ---------- |
| Janvier 2019                             | Juin 2020 | Rodolphe Guyonneau | Modem     | Enseignant |
| Juin 2020                                | En cours  | Dany Dubernard     | SE        |            |
| Les données manquantes sont à compléter. |           |                    |           |            |

### Communes déléguées
| Nom                   | Code Insee | Intercommunalité  | Superficie (km2) | Population (dernière pop. légale) | Densité (hab./km2) |
| --------------------- | ---------- | ----------------- | ---------------- | --------------------------------- | ------------------ |
| Lavausseau (siège)    | 86123      | CC du Haut-Poitou | 24,71            | 798 (2016)                        | 32                 |
| Benassay              | 86021      | CC du Haut-Poitou | 42,41            | 853 (2016)                        | 20                 |
| La Chapelle-Montreuil | 86056      | CC du Haut-Poitou | 24,53            | 704 (2016)                        | 29                 |
| Montreuil-Bonnin      | 86166      | CC du Haut-Poitou | 25,76            | 754 (2016)                        | 29                 |

## Population et société

### Démographie
L'évolution du nombre d'habitants est connue à travers les recensements de la population effectués dans la commune depuis sa création.

En 2022, la commune comptait 3 041 habitants, en évolution de −2,19 % par rapport à 2016 (France hors Mayotte : +2,11 %).
| 2015  | 2016  | 2021  | 2022  |
| ----- | ----- | ----- | ----- |
| 3 145 | 3 109 | 3 058 | 3 041 |

## Culture locale et patrimoine

### Lieux et monuments
- Église Saint-Matthieu de Nesde. La façade occidentale a été inscrite au titre des monuments historique en 1932[23].
- Église Saint-Hilaire de Benassay.
- Église Saint-Eutrope de La Chapelle-Montreuil.
- Église Saint-André (pilier inscrit aux monuments historiques) de Montreuil-Bonnin.

### Personnalités liées à la commune
- Hilaire Ochier, avocat et officier des Palmes académiques, né à Benassay.